# رایلی میلن
رایلی میلن (انگلیسی: Rielly Milne؛ زادهٔ ۳۱ مهٔ ۱۹۹۶) قایقران روئینگ اهل ایالات متحده آمریکا است.